# Sân bay Ciampino Roma
Sân bay Ciampino Roma (tiếng Ý: Aeroporto di Roma-Ciampino hoặc Sân bay Giovan Battista Pastine) (mã sân bay IATA: CIA, mã sân bay ICAO: lira) là một sân bay dân dụng, quân sự gầm Roma, Ý. Sân bay này có cự ly 12 km về phía nam đông nam của trung tâm Roma, chỉ ngay bên ngoài đường vành đai rộng (tiếng Ý: Grande Raccordo Anulare hoặc GRA) đường cao tốc vòng quanh thành phố.
Sân bay Ciampino được khai trương vào năm 1916 và là một trong những sân bay lâu đời nhất vẫn còn hoạt động. Đó là sân bay chính của Roma cho đến năm 1960, với số lượt khách hơn 2 triệu mỗi năm. Sau khi mở Sân bay quốc tế Leonardo da Vinci thì sân bay Ciampino chỉ phục vụ các chuyên bay thuê chuyến và độc quyền.
Sau nhiều thập kỷ trì trệ trong giao thông, dự kiến các hãng hàng không giá rẻ đã đẩy mạnh hoạt động tại Ciampino, nó là một trong những sân bay bận rộn nhất và nhanh nhất ngày càng tăng ở Ý. Lưu lượng hành khách trong năm 2007 là 5.402.000 lượt (9,24% từ năm 2006, năm 2006 chính nó đã chứng kiến một sự gia tăng 16,75% so với năm 2005) lưu lượng giao thông đã phát triển rất nhiều mà khiếu nại tiếng ồn hiện nay buộc các Bộ Ý Giao thông vận tải để tìm kiếm một sân bay thứ ba cho Roma, có thể làm mất một số phần của lưu lượng khách sử dụng sân bay Ciampino. Lưu lượng hành khách trong năm 2008 là 4.788.931 lượt, giảm 11,31% so với năm 2007 do hãng Easy Jet dần dần di chuyển các tuyến bay đến sân bay Leonardo da Vinci.
Nhà ga đã được mở rộng vào đầu năm 2007.